# コヴァチェフツィ
座標: 北緯42度33分 東経22度49分 / 北緯42.550度 東経22.817度

コヴァチェフツィ
Ковачевциコヴァチェフツィ ブルガリア内のコヴァチェフツィの位置

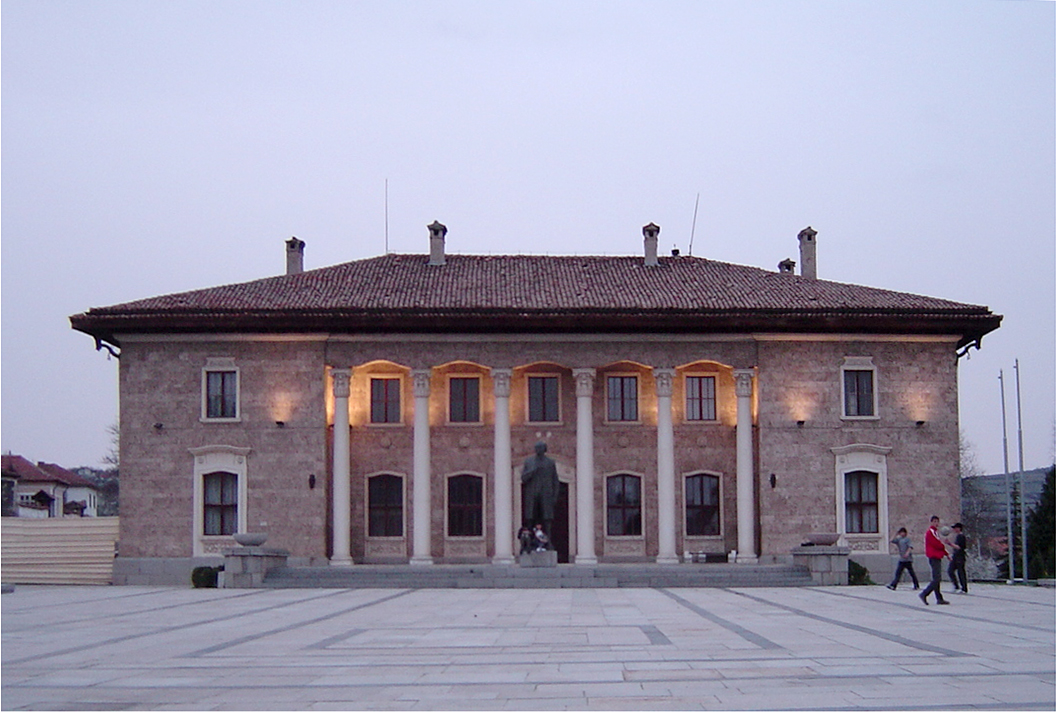
ゲオルギ・ディミトロフ記念館。

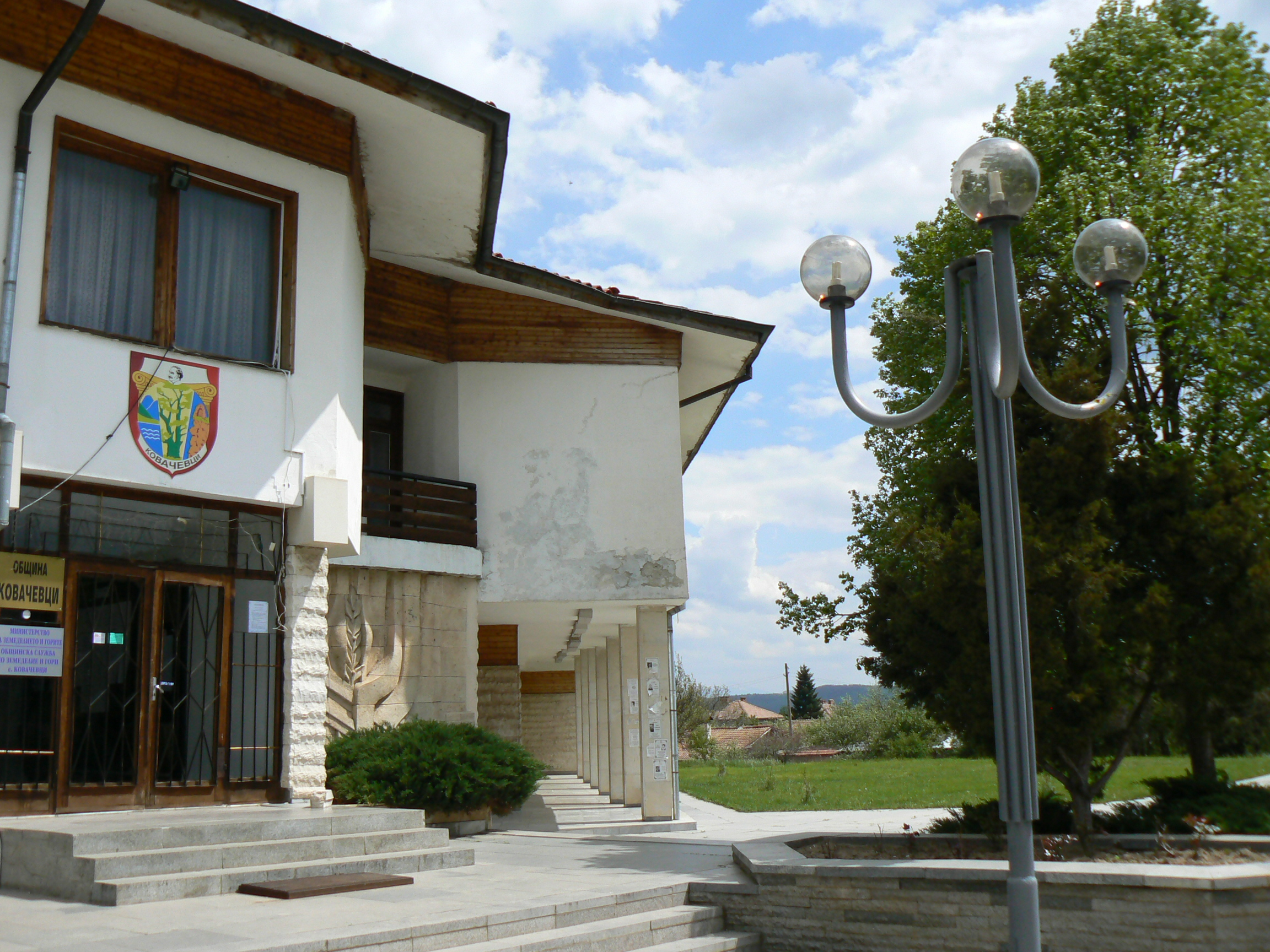
市役所

コヴァチェフツィ（ブルガリア語:Ковачевци / Kovachevtsi）はブルガリア西部の村、およびそれを中心とした基礎自治体。ペルニク州に属する。
コヴァチェフツィは、ペルニク州の州都・ペルニクから25キロメートル南西、ブルガリアの首都・ソフィアからは南西に55キロメートルにある。文献に残された最古の村の記録は、オスマン帝国の徴税所による1576年の記録で、コヴァチョフチャ（Kovachovcha）として記されている。その後、村が継続的にこの地にあったことは、西欧の旅行者アミ・ブーエやフェリックス・フィリップ・カーニッツ（Felix Philipp Kanitz）の記録からも確認できる。村の名前は、鍛冶屋を意味するブルガリア語コバチ（ковач / kobach）に由来しており、この村を築いたのが鍛冶屋であったか、あるいは居住者の愛称であったと考えられる。
コヴァチェフツィの住民は、オスマン帝国からの解放を求めるブルガリア人の闘争に加わり、村は1806年にオスマン帝国軍によって、そして1850年にバシ・ボズク（bashi-bazouk）たちによって破壊された。村は1878年に、イリョ・ヴォイヴォダ（Ильо войвода / Ilyo Voyvoda）の部隊によって解放された。解放後、教育相コンスタンティン・ヨセフ・イレチェク（Konstantin Josef Jireček）も村を訪れた。
著名な出身者として、ブルガリアの共産主義指導者・ゲオルギ・ディミトロフ（1882年-1949年）がいる。ディミトロフの両親は、この地に移り住んだピリン山脈（Pirin）地域からの難民であった。ディミトロフの影響力によって村の開発が進み、道路は修復され、ディミトロフ記念館が建てられ、その生家は改築され、記念公園が整備された。
2002年よりブルガリア大統領を務めるゲオルギ・パルヴァノフは、コヴァチェフツィ自治体のシリシトニク村で生まれた。パルヴァノフの両親もコヴァチェフツィ自治体のコサチャ村の出身であり、パルヴァノフはこの村で幼少時代を過ごした。

## 町村
コヴァチェフツィ基礎自治体（Община Ковачевци）は総面積139平方キロメートルであり、同自治体にはその中心であるコヴァチェフツィをはじめとする、以下の町村（集落）が存在している。
- Сирищник
- Калище
- Ковачевци
- Лобош
- Егълница

- Светля
- Ракиловци
- Косача
- Чепино
- Слатино